# Rainer Podlesch
Rainer Podlesch (ur. 4 października 1944 w Dobbertin) – niemiecki kolarz torowy i szosowy, wicemistrz  olimpijski i dziewięciokrotny medalista torowych mistrzostw świata.

## Kariera
Pierwszy sukces w karierze Rainer Podlesch osiągnął w 1967 roku, kiedy wspólnie z Karl-Heinzem Henrichsem, Jürgenem Kißnerem i Karlem Linkiem zdobył brązowy medal w drużynowym wyścigu na dochodzenie podczas mistrzostw świata w Amsterdamie. Rok później reprezentanci RF w składzie: Udo Hempel, Karl Link, Karl-Heinz Henrichs, Jürgen Kißner i Rainer Podlesch zdobyli srebrny medal w tej konkurencji na igrzyskach olimpijskich w Meksyku. Największe sukcesy Podlesch osiągał jednak w wyścigu ze startu zatrzymanego, w którym ośmiokrotnie stawał na podium mistrzostw świata. Pierwszy medal, srebrny, zdobył na mistrzostwach w Varese w 1971 roku, gdzie uległ tylko Horstowi Gnasowi z NRD. W 1972 roku wystartował na igrzyskach w Monachium, gdzie w drużynowej jeździe na czas wraz z kolegami z reprezentacji zajął dopiero 20. pozycję. Ponadto na MŚ w Monachium (1978) i MŚ w Zurychu (1983) zwyciężał w wyścigu ze startu zatrzymanego, na MŚ w San Sebastián (1973) i MŚ w Brnie (1981) zdobywał srebrne medale, a na MŚ w Lecce (1976), MŚ w San Cristóbal (1977) oraz MŚ w Leicester (1982) był trzeci. Wielokrotnie zdobywał także medale mistrzostw kraju, zarówno w kolarstwie torowym jak i szosowym.
Jego syn Carsten oraz brat Karsten również byli kolarzami.